# شبکه اصفهان
شبکه اصفهان شبکه تلویزیونی استانی متعلق به سازمان صدا و سیمای جمهوری اسلامی ایران و زیرمجموعهٔ صدا و سیمای اصفهان است که ویژه مردم استان اصفهان برنامه پخش می‌کند. شبکه اصفهان در تاریخ ۲۹ مرداد ۱۳۷۵ با حضور اکبر هاشمی رفسنجانی، رئیس جمهور وقت افتتاح شد. این شبکه در ۳۱ اردیبهشت ۱۳۹۰ شبانه‌روزی شده است. پخش برنامه‌های شبکه اصفهان با کیفیت HD و فرمت HEVC از طریق فرستنده‌های زمینی و ماهواره‌ای نیز از ۲۱ دی ١۴۰۲ آغاز شد.

## تاریخچهٔ سیما
در ساعت ۱۷ روز چهارم آبان‌ماه ۱۳۵۰، تلویزیون مرکز اصفهان در محل پخش کنونی در کرانهٔ جنوبی زاینده رود ابتدای بوستان سعدیِ کنونی آغاز به‌کار کرد و صدا و تصویر اصفهان به خانه‌های مردم این شهر راه یافت. پیش از این مردم اصفهان، از طریق یک دستگاه گیرنده و یک خط مایکروویو اختصاصی و یک فرستنده ۵۰ وات از طریق ارتفاعات کرکس از برنامه‌های شبکه استفاده می‌کردند. از سال ۱۳۵۰ نیز با نصب یک رله در ارتفاعات کوه پنجه، واقع در جنوب غربی اصفهان، صنعت ذوب آهن و فولاد شهر و شهرهای اطراف آن منطقه زیر پوشش امواج تلویزیونی قرار گرفت.
با گشایش محل ساختمان رادیو تلویزیون مرکز اصفهان در کنار پل فلزی و بهره‌گیری از یک خط ماکروویو اختصاصی، برنامه شبکه به طریق مطلوب تری تقویت شد و با امکانات مختصری که در این مرکز وجود داشت، برنامه‌هایی شامل اخبار، رویدادهای استان و تعدادی برنامه‌های گوناگون هنری، فرهنگی، علمی، موسیقی محلی تولید و پخش گردید. به موازات این امر کار گسترش شبکه نیز در استان آغاز شد.
در سال ۱۳۵۲ برنامه دوم تلویزیونی ملی ایران، یکسال زودتر از برنامه پیش‌بینی شده از طریق ارتفاعات کرکس (همان تجهیزات قبلی شبکه اول) به اصفهان رسید و از سال ۱۳۵۳این شبکه از طریق خط مایکروویو شرکت ملی نفت ایران تقویت شد که کیفیت مطلوبتری داشت.
در سال ۱۳۵۵ مجموعاً رادیو تلویزیون مرکز اصفهان، ۱۸۷ ساعت تولید محلی داشته است. در همین سال، فرستنده‌های پرقدرت تلویزیونی که در ارتفاعات صعب‌العبور مارشینان واقع در شمال شرقی اصفهان در نزدیکی دهستان زفره و چشمه قنات آب نچفت نصب شده بود آماده بهره‌برداری گردید. فرستنده‌های مذکور هر یک به قدرت دو کیلووات و چهارصد کیلووات کار خود را آغاز کردند و روی کانالها ۱۱و ۵به تقویت برنامه‌های شبکه اول و دوم پرداختند.

## پخش
شبکه تلویزیونی اصفهان در تاریخ ۲۹ مرداد ۱۳۷۵ با حضور ریاست جمهوری وقت اکبر هاشمی رفسنجانی، علی لاریجانی ریاست وقت سازمان صداوسیما و جمعی از مسئولین و مقامات کشوری و استانی، افتتاح شد.

## برنامه ها
- زنده رود[۴]
- نصف جهان
- هشت بهشت
- شب نشینی
- کی میاد ستاره چینی
- کوک دل